# Dendrobaena veneta
Dendrobaena veneta är en ringmaskart som först beskrevs av Karel Rosa 1886.  Dendrobaena veneta ingår i släktet Dendrobaena och familjen daggmaskar. Inga underarter finns listade i Catalogue of Life.